# UEFA Champions League 2006/07 (1/2 finale) Manchester United - AC Milan
De halve finale tussen Manchester United en AC Milan van de UEFA Champions League 2006/07 werd gespeeld op 24 april 2007.

## Wedstrijdgegevens
| Datum                | 24 april 2007                                     | 24 april 2007                                     |
| Stadion              | Old Trafford, Manchester                          | Old Trafford, Manchester                          |
| Toeschouwers         | 73.820                                            | 73.820                                            |
| Scheidsrechter       | Kyros Vassaras GRE                                | Kyros Vassaras GRE                                |
| Assistenten          | Dimitrios Bozatzidis GRE Dimitrios Saraidaris GRE | Dimitrios Bozatzidis GRE Dimitrios Saraidaris GRE |
| Vierde man           | Christoforos Zografos GRE                         | Christoforos Zografos GRE                         |
| Man van de wedstrijd |                                                   |                                                   |
|                      | Manchester United                                 | AC Milan                                          |
| Doelpunten           | 3                                                 | 2                                                 |
| Gele kaarten         | 2                                                 | 2                                                 |
| Rode kaarten         | 0                                                 | 0                                                 |
| Wissels              | 0                                                 | 3                                                 |
| Schoten op doel      | 12                                                | 8                                                 |
| Schoten naast doel   | 9                                                 | 5                                                 |
| Overtredingen        | 16                                                | 14                                                |
| Hoekschoppen         | 10                                                | 2                                                 |
| Buitenspel           | 2                                                 | 2                                                 |
| Strafschoppen        | 0                                                 | 0                                                 |
| Balbezit (tijd)      | 31 min                                            | 30 min                                            |
| Balbezit (%)         | 50%                                               | 50%                                               |

| Manchester United | 3-2          | AC Milan |
| 5' Cristiano Ronaldo 59' Wayne Rooney 90+' Wayne Rooney | Goals        | 22' Kaká 37' Kaká |
| Alex Ferguson | Coach        | Carlo Ancelotti |
| Edwin van der Sar Patrice Evra Gabriel Heinze Wes Brown Cristiano Ronaldo Wayne Rooney Ryan Giggs Michael Carrick Paul Scholes John O'Shea Darren Fletcher | Opstellingen | Dida Paolo Maldini ( 46') Gennaro Gattuso ( 53') Clarence Seedorf Alberto Gilardino ( 84') Alessandro Nesta Marek Jankulovski Andrea Pirlo Kaká Massimo Ambrosini Massimo Oddo |
| | Wissels      | Daniele Bonera ( 46') Cristian Brocchi ( 53') Yoann Gourcuff ( 84') |
| 42' Patrice Evra 62' Ryan Giggs | gele kaarten | 62' Kaká 74' Daniele Bonera |